# Ришо, Поль-Мари-Андре
Поль-Мари-Андре Ришо (фр. Paul-Marie-André Richaud; 16 апреля 1887, Версаль, Франция — 5 февраля 1968, Бордо, Франция) — французский кардинал. Титулярный епископ Иренополи ди Изаурия и вспомогательный епископ Версаля с 19 декабря 1933 по 27 июля 1938. Епископ Лаваля с 27 июля 1938 по 10 февраля 1950. Архиепископ Бордо с 10 февраля 1950 по 5 февраля 1968. Кардинал-священник с 15 декабря 1958, с титулом церкви Санти-Кирико-э-Джулитта с 18 декабря 1958.